# Ingermanland
Ingermanland är ett historiskt landskap beläget söder om Finska viken samt norr och söder om floden Neva. Området avgränsas av den nedre delen av floden Narva i väster, den centrala delen av Luga och den nedre delen av Oredezj i sydväst, floden Lava och Ladoga i öster och Systerbäck i norr.

## Översikt
Områdets ursprungsbefolkning utgörs av de östersjöfinska folkslagen voter och ingrer (izjorer), vars språk idag är utdöende. Mellan åren 1570 och 1675 förekom det en rätt omfattande invandring av finnar till Ingermanland. Invandringen var som livligast efter freden i Stolbova 1617 då Sverige styrde över Ingermanland en längre period. 
Ryssland och Sovjetunionen har vid flera tillfällen i historien deporterat voter, ingrer och ingermanlandsfinnar till andra delar av landet. Samtidigt har ryssar flyttat in i Ingermanland. De olika folkgrupperna har levt sida vid sida, men i relativt liten grad blandats med varandra. En orsak till detta är religionen, de ortodoxa voterna, ingrerna och ryssarna gifte sig sällan med de lutherska ingermanlandsfinnarna. Språket och kulturen höll isär voterna, ingrerna och ryssarna från varandra. Termen ingermanländare har sedermera successivt kommit att tas i bruk, som en övergripande benämning (hyperonym) på samtliga folkgrupper som har haft sin hemvist i Ingermanland.
Ingermanland har aldrig bildat någon egen stat, med undantag för Republiken Norra Ingermanland som behärskade delar av det Karelska näset mellan 1919 och 1920. Ingermanland fick viss autonomi från Ryssland, då området 1920 åter integrerades i landet. Mot slutet av andra världskriget flydde många ingermanländare till Finland, då befolkningen skulle deporteras till bland annat Kazakstan och Uralområdet. Efter Sovjetunionens upplösning 1991 tilläts kvarlevande ingermanländare med finsk bakgrund att emigrera till Finland, vilket utnyttjades av cirka 30 000 personer bosatta i Ryssland och Estland.
Ingermanlands största stad idag är Sankt Petersburg. Landskapet ingår numera i Leningrad oblast, Ryssland.

## Historia
Om namnet "Ingermanland" finns två ofta framförda teorier. Den teorin som de flesta forskarna stödjer är att namnet leder tillbaka till floden Inkere som flyter norrut till Neva. Den andra går ut på att namnet leder tillbaka till Olof Skötkonungs dotter Ingegerd Olofsdotter av Sverige. Olof lär enligt en sägen ha gett ett område i det innersta av Finska viken i morgongåva vid hennes giftermål år 1019 med Jaroslav I. Detta skulle ha gett befolkningen benämningen "Ingegerds män" och området "Ingermanland".

### De första bosättarna
Ingermanlands område började befolkas redan cirka 7 000 år f.Kr. Från 3 000 år f.Kr. finns fynd av keramik som visar att området beboddes av fornfinska stammar.
Ett folkslag som kom att bosätta Ingermanland en längre tid var voterna. De kom västerifrån och behöll länge kontakten med östra och nord-östra Estland, vilket bland annat beläggs med likheter med vissa dialekter i Estland. De små votiska stammarna bildade aldrig någon nation eller administrativ enhet. De bosatte sig nära de huvudsakliga handelsvägarna som löpte i öst-västlig riktning. De tidigaste arkeologiska fynden härrör från tiden mellan 300 och 700 e.Kr.
Det andra folkslaget som kom att påverka Ingermanland mycket var ingrerna som kom från nuvarande Finland. De första ingrerna utvandrade från Karelen efter år 1000 och flyttade till Ladogas stränder och söderut. De äldsta arkeologiska fynden är från tiden 1000–1200.

### UnderNovgorodrepubliken1136–1478

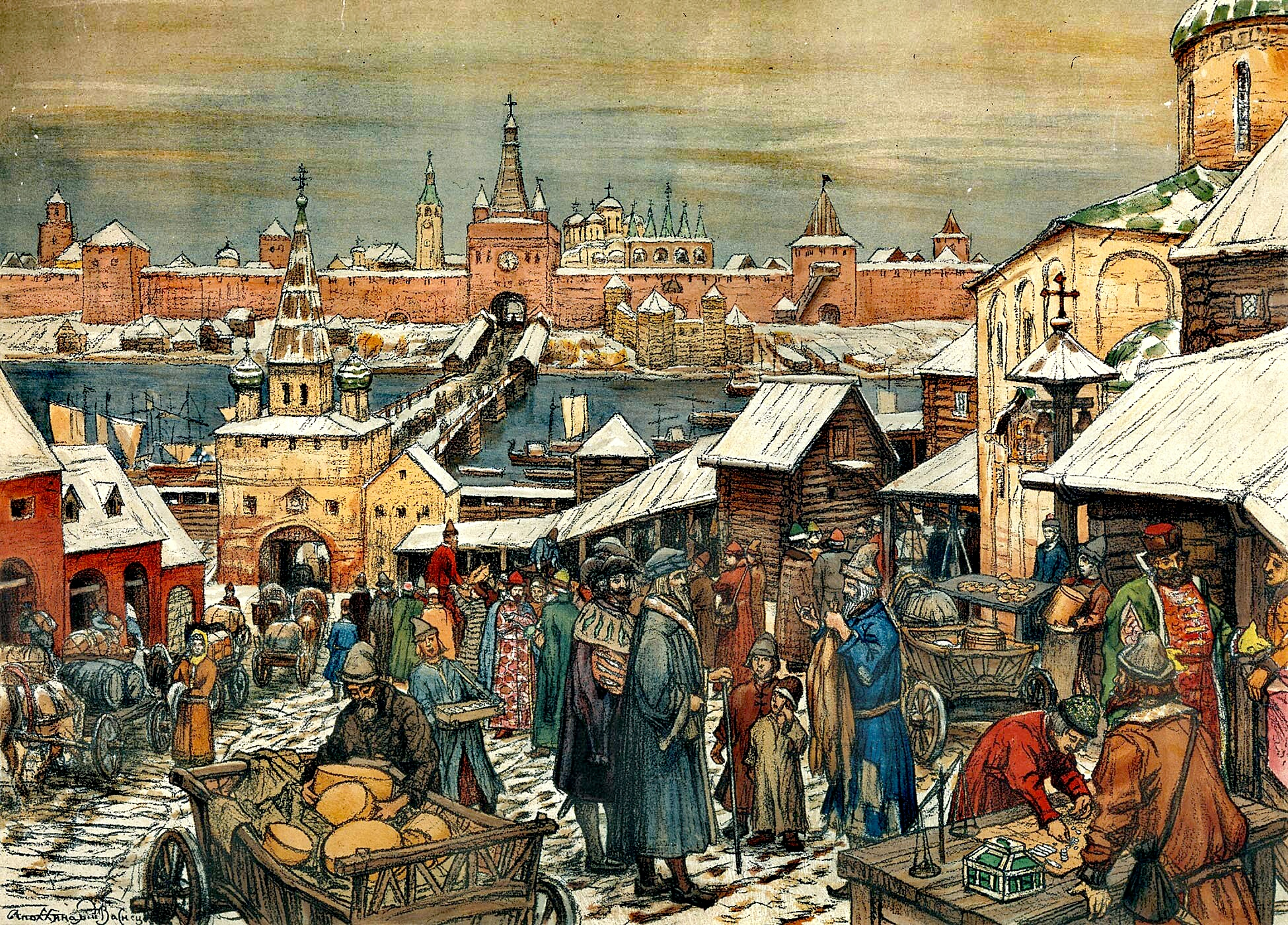
Marknadsplats i Novgorod.

Under åren 500–1000 fick voterna de första kontakterna med östslaver.
Grundandet av Novgorod, vars tidigaste referens är från år 859, blev med tiden en främmande makt som kunde beskatta voterna. Tillsammans med prinsen Vseslav från Polotsk försökte voterna störta Novgorod år 1069, vilket dock misslyckades.
När Republiken Novgorod började expandera från år 1136 utökades också makten över voterna och ingrerna i Ingermanland. Ingermanland bildade den novgorodska femtedelen Vodskaja pjatina. Voter och ingrer tog nu del i strider på Novgorods sida, bland annat mot Tavastland år 1149. För ingrernas del innebar detta en kamp mot deras forna brödrafolk. Flera århundraden följde där Republiken Novgorod var i krig med svenskar och riddare från Tyska orden. Krig mot svenskar skedde 1240 och 1248 och varaktig fred skedde inte förrän Nöteborgstraktaten år 1323. Mot Tyska ordens riddare stred man 1241, 1242 och 1269. De byggde en fästning i Koporje år 1240 och en i Narva under 1400-talet. Ytterligare krig skedde 1444 och 1447, men de fick aldrig något fotfäste i Novgorodrepublikens landområden.
Nöteborgstraktaten 1323 innebar att Karelen och delar av det Karelska näset hamnade i svensk ägo. Gränsområdet, som beboddes av ingrerna, var inte säkert och därför flyttade många ingrare västerut mot Narva och längs floden Oredezj. Vid denna tid utvecklades ingrernas språk.
Inflytandet från Republiken Novgorod innebar ett spridande av det ryska språket samt acceptans av den grekisk-ortodoxa kyrkan bland voter och ingrer. Bland annat byggdes kyrka och kloster i Jama (nuvarande Kingisepp) år 1384.

### Under Storfurstendömet Moskva 1478–1617
1478 störtades Novgorodrepubliken av Storfurstendömet Moskva och deras område delades upp i femtedelar, där större delen av Ingermanland kom att tillhöra Novgorods (Voternas) femtedel. Endast de allra västligaste delarna, väster om floden Luga, tillhörde en annan femtedel, Sjelonas femtedel.
Storfurstendömet Moskva utövade fortsatt makt över Ingermanland. 1484 och 1488 deporterades ett stort antal voter och ingrer till centrala Ryssland och ryska nybyggare flyttade in. Storfurstendömet fortsatte propagerandet för den grekisk-ortodoxa kyrkan.

### Det svenska Ingermanland 1617–1721

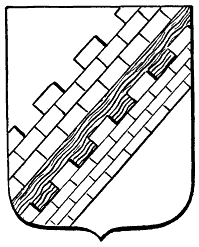
Ingermanlands vapen under den svenska tiden: en ström mellan två murar (ur Karl XII:s stora sigill). Enligt traditionen föreställer den floden Neva med murar från befästningen Nyenskans.

Under det Nordiska tjugofemårskriget erövrade Pontus De la Gardie 1581 Narva, Ivangorod, Jama och Koporje (Kapris). Genom Stilleståndet i Pliusa 1583 erhöll Sverige dessa erövringar, det vill säga i stort sett hela Ingermanland med undantag för Nöteborg och trakten däromkring. Denna erövring, med undantag för Narva, återlämnades till Ryssland efter Freden i Teusina 1595. 1610 startade det Ingermanländska kriget vilket slutade med att större delen av Ingermanland blev en svensk provins efter freden i Stolbova 1617. Detta blev första gången som Ingermanlands gränser utstakades.
Sveriges intresse i Ingermanland var strategiskt. Området skulle utgöra en buffertzon för ryska attacker mot Karelska näset och dagens Finland. Dessutom skulle rysk handel tvingas passera svenskt territorium. Ingermanland hade ett hårt rykte under sin tid i det svenska stormaktsväldet. Sverige använde Ingermanland som område dit man skickade dem som dömts till förvisning och området har i äldre historisk forskning också kallats för "Sveriges Sibirien".  Generalguvernör Göran Sperling noterade också befolkningens "medfödde argheet" och beskrev områdets lantbefolkning som "oregerlige och vilde gemuther"
Den svenska statsledningen uppmuntrade under den svenska styrestiden invandring inte bara från det näraliggande Finland och Livland utan även ända från Nederländerna och Tyskland för att kompensera för den delvis utflyttade lokalbefolkningen som var misstänksam mot den svenska överheten, främst av religiösa skäl. Sverige försökte introducera den lutherska tron, vilket dock var föga framgångsrikt. Den lutherska tron vann dock mot den grekisk-ortodoxa genom att en betydande del av de ortodoxa flydde till Ryssland, särskilt i de nordöstra delarna av Ingermanland där de svenska lagarna och det lutherska kyrkobruket väckte stort missnöje. Den finska inflyttningen som till antalet var den överväldigande största i jämförelse med andra språkgrupper kom huvudsakligen från Kymmenegårds län, Lappvesi, Viborgområdet, Jääskis, Äyräpää, Kexholms län, Stor-Savolax,  Östra Savolax och Norra Savolax. Dessa finnar kom med tiden att bilda den ingermanlandsfinska språk- och folkgruppen. För att få lokalkännedom och lokalt förankrad förvaltning övertygades ett antal ryska adelssläkter - de s.k. bajorssläkterna att övergå i svensk tjänst, mot större förläningar, kompensation för förlorade egendomar i andra delar av det ryska kejsardömet och genom svenska adelsprivilegier. 
1664 uppgick befolkningen i Ingermanland till högst 15 000 personer. Den lutherska andelen utgjorde 41,1% 1656, 53,2% 1661, 55,2% 1666, 56,9% 1671 och 73,8% 1695.
Det svenska Ingermanland organiserades i fyra slottslän, Ivangorod, Jama, Koporje och Nöteborg. Nyen utvecklades till Ingermanlands handelscentrum. 1642 blev det även områdets administrativa centrum. 1656 skadades staden och det administrativa centret flyttade tillbaka till Narva.

### Under Ryska imperiet 1721–1917

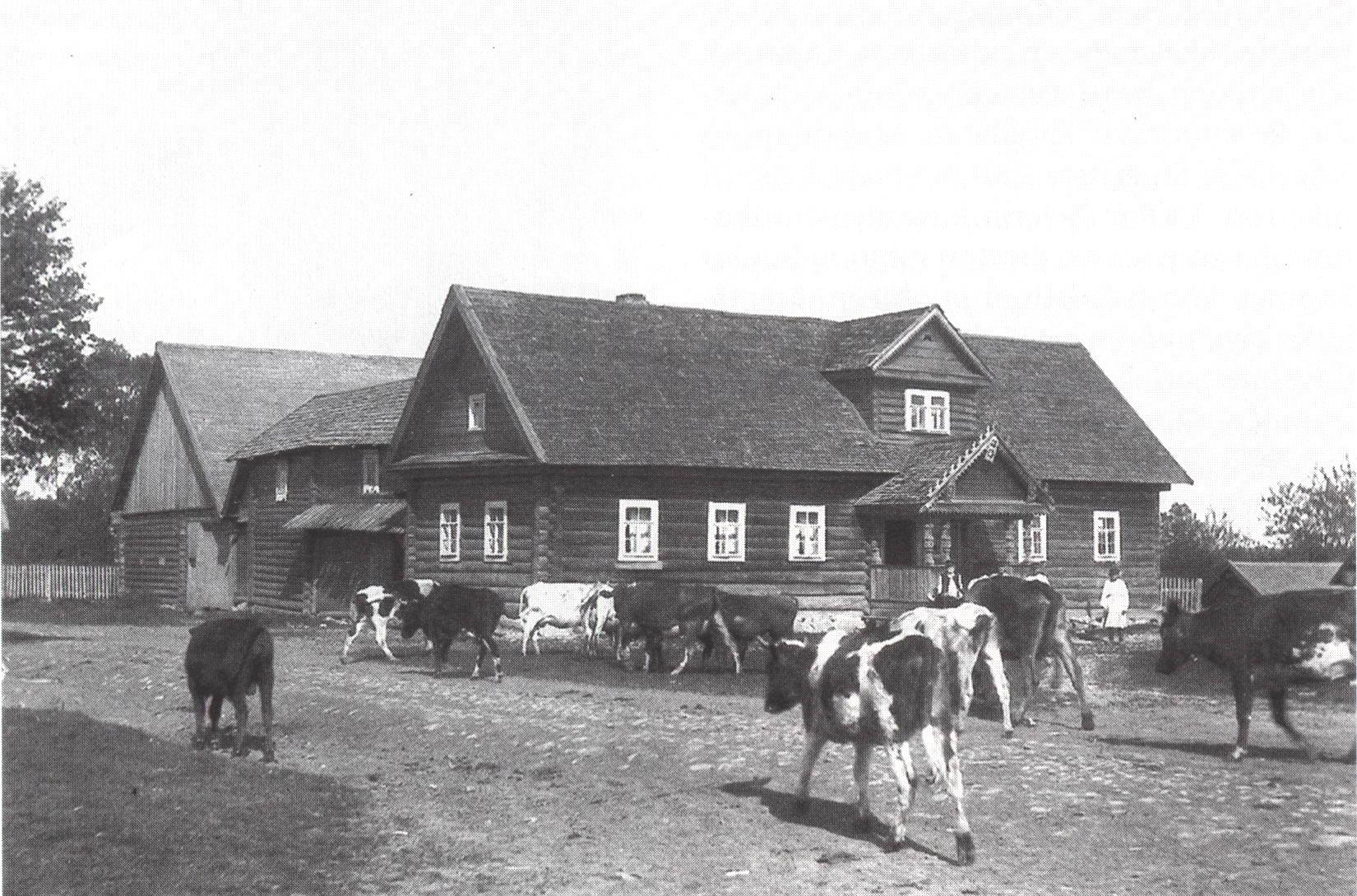
Virkkila i Ingermanland 1911.

När det stora nordiska kriget bröt ut år 1700 kunde Ryssland efter några år återta hela Ingermanland. 1703 började Peter I av Ryssland (Peter den store) att anlägga S:t Petersburg vid Nevas mynning nära den svenska staden Nyen. Ingermanland blev nu ett guvernement kallat Ingermanlands guvernement 1708–1710, S:t Petersburgs guvernement 1710–1914, Petrograds guvernement 1914–1924 och Leningrads guvernement 1924–1927.
De stora nordiska kriget avslutades med freden i Nystad 1721 varvid Ingermanland blev ryskt de jure. Ingermanland utvecklas nu under ryskt välde, vilket under tsartiden bland annat innebar att bönderna blev livegna. Först 1861 avskaffades livegenskapen.
Vid 1897 hade antalet ingermanlandsfinnar vuxit till 130 413. 1917 var antalet 140 000, där 45 000 fanns i norra Ingermanland, 52 000 i centrala och östra Ingermanland, 30 000 i västra ingermanland och 13 000 i Petrograd.
Från 1868 började även ester att flytta till Ingermanland. 1897 var antalet ester som bodde i S:t Petersburgs guvernement 64 116, där 12 238 bodde i själva S:t Petersburg. 1926 hade antalet ökat till 66 333 (varav 15 847 i Leningrad). När det gäller ingrer var antalet 17 800 år 1834, 21 000 år 1897 och 26 137 år 1926.

### Mellankrigstiden 1917–1939
Efter oktoberrevolutionen 1917 utropades republiken Nordingermanland, med stöd från Finland, som oberoende stat. Det behärskade delar av det Karelska näset mellan åren 1919 och 1920. Efter fredsfördraget i Dorpat mellan Finland och Ryssland 14 oktober 1920 blev området inkorporerat i Ryssland, men åtnjöt viss grad av autonomi.
Efter Estniska frihetskriget och Fredsfördraget i Dorpat den 2 februari 1920 mellan Estland och Ryssland hamnade den allra västligaste delen av Ingermanland, det så kallade Estniska Ingermanland, i Estland medan resterande delen fortsatte under först ryskt och senare sovjetiskt styre.
Ingermanland tilldelades inte autonom status men en kulturautonomi vilket innebar att undervisning i skolan skedde på finska som andraspråk efter ryskan. Ingermanländarna fick också ha gudstjänster i sin egen kyrka. I Leningrad fanns även finskspråkiga avdelningar på universitetet. 1920 utgjorde höjdpunkten för ingermanlandsfinnarna. Då fanns 300 finskspråkiga skolor och 10 finskspråkiga tidningar i Ingermanland. Den första heltäckande folkräkningen i Sovjetunionen 1926 räknade 114 831 "Leningradfinnar", som ingermanlandsfinnarna kallades. Räkningen visade också att antalet ryssar var fler än ingermanlandsfinnarna i centrala Ingermanland, medan i norra Ingermanland utgjorde ingermanlandsfinnarna en majoritet.

#### Massdeportationer
60 000 ingermanländare deporterades under 1930-talet till Sibirien, Uralregionen, Hibinä och områden bortom Kaspiska havet. Av dem som deporterades dog en fjärdedel av köld, hunger och sjukdomar. Under andra världskriget hamnade tusentals ingermanländare i fångläger. 1930–1945 dödades 65 000, nära hälften av Ingermanlands befolkning, genom deportationerna och kriget.
1928 startade kollektiviseringen av jordbruket i Ingermanland. Med detta följde en deportering av de mest välbeställda bönderna, de så kallade kulakerna till bland annat Kolahalvön, Kazakstan och Centralasien. Deportering utfördes flera gånger fram till 1936. Ingermanlandsfinnarna ersattes av ryssar, men även tatarer och ukrainare. 1929–1931 ägde en första deportationsvåg rum i Ingermanland. 18 000 ingermanländare deporterades anklagade för att vara kulaker som begått brott mot statens säkerhet. Ingermanländare skickades till arbetsläger i Sibirien, Jakutien och på Kolahalvön. De deporterades även till saltgruvor i södra Ryssland eller till byggandet av kanalen mellan Östersjön och Vita havet.
Hösten 1934 etablerades en förbjuden zon längs Sovjetunionens västra gräns. Officiellt var den 7,5 km bred, men längs den estniska gränsen var den upp till 90 km bred. Där kunde ingen uppehålla sig utan tillstånd från NKVD och de som betraktades som "politiskt opålitliga", exempelvis ingermanlandsfinnarna och en del andra folkslag, var tvungna att flytta därifrån. 1937 genomfördes ytterligare aktioner mot ingermanlandsfinnar och ingrer. Lutherska kyrkor stängdes. Skolor med undervisning på finska och ingriska stängdes. Tidningar och radiostationer på finska och ingerska blev förbjudna. Förhållandena var dock annorlunda i det Estniska Ingermanland. Där blommande finskheten upp.

### Andra världskriget
Under fortsättningskrigets slutskede åren 1942-43 tömdes Ingermanland helt på sin finska befolkning. Många flyttades till det inre av Sovjetunionen, medan uppskattningsvis 63 000 ingermanländare som bodde på av tyskarna ockuperat område evakuerades till Finland (andelen ingermanlandsfinnar är okänd) och i en del fall vidare till Sverige. Enligt fortsättningskrigets stilleståndsavtal blev Finland ålagt att återbörda alla ingermanländare till Sovjetunionen. Ingermanländarna tvingades dock inte ut ur Finland med våld, utan fick välja om de ville återvända eller inte.
Vintern 1944–1945 återvände 56 500 ingermanländare till Sovjetunionen. Av de cirka 8 000 ingermanländare som hade stannat i Finland, valde omkring 4 500 att fly vidare till Sverige. Merparten följde dock sovjetmaktens uppmaning att återvända till sina hem. De blev emellertid lurade och tvingades istället slå sig ned utspridda på vitt skilda platser i Sovjetunionen: Novgorod, Kalinin, Jaroslavl, Velikije Luki och Pskov i norra Ryssland. Endast ett fåtal lyckades bosätta sig i sina hemtrakter.

### Efter andra världskriget
Även senare har Ingermanland förryskats, dock mer som ett resultat av en naturlig process. Även om S:t Petersburg var en huvudsakligen ryskspråkig stad, så var länge den omgivande landsbygden ingermanländsk- eller finsktalande, men med ökad urbanisering och under inflytande från den centrala miljonstaden har trakten förryskats. Många kvarvarande ingermanländare har emigrerat till Finland under 1990-talet, inklusive sådana som under tidigare generationer har tagit till sig ryskan som sitt språk.

## Ingermanländare i Sverige
Cirka 4 500 ingermanländska flyktingar kom till Sverige efter Finska fortsättningskriget. Vid ankomsten till Sverige blev ingermanländarna placerade i karantän och i uppsamlingsläger. Tjänstemän från den sovjetiska legationen sökte upp cirka 500 familjer efter att ha fått adresserna av utlänningskommissionen och försökte övertala dem att återvända. Flera valde att flytta vidare till USA, Kanada och Australien.  Sovjetunionen betraktade dessa flyktingar som sovjetmedborgare och menade att samtliga skulle återbördas till Sovjetunionen, medan Sverige menade att dessa flyktingar själva skulle ha rätt att välja. För svenskt vidkommande blev det en delikat balansgång mellan den humanitära aspekten och Sveriges önskan att förbättra relationen till en av segrarmakterna. De som valde att stanna fick inte bosätta sig i de tre största städerna utan kom att bosätta sig på orter som Mölnlycke, Borås, Mölndal, Eskilstuna, Örebro, Jönköping, Gävle och Västerås. Flest ingermanländare bodde i Borås.
Den protestantiska kyrkan blev en samlingsplats för den ingermanländska diasporan i Sverige. En viktig person blev prosten Selim Jalmari Laurikkala (1882-1957) som reste runt i Sverige och höll gudstjänster, döpte barn, ledde konfirmationsundervisningar med mera. Laurikkala kom till Sverige första gången 1950 sedan ingermanländare i brev bett honom komma till Sverige och hade sin bas på Nelsonsgatan 10 i Borås. Laurikkala blev en andlig fader för ingermanländarna i Sverige.
Historikern Anders Berge har genom sina studier om svensk flyktingpolitik under kriget visat att svenska myndigheter bedrev ett nära samarbete med den sovjetiska legationen, för att på sikt förmå ingermanländarna att lämna Sverige. Ett första steg var att ge information till ryssarna om nyanlända flyktingar, nästa steg att driva särskilda så kallade ryssläger i samarbete med den sovjetiska legationen. Under våren 1945 kunde sovjetisk personal dessutom söka upp enskilda ingermanländska flyktingar, vilkas adresser de fått från svensk sida. Berge menar att flyktingpolitiken utformades för att undvika konfrontation med Sovjetunionen.
Ingermanländare har ofta kommit att misstas för  finländska invandrare. Ingermanländska föreningar startades för att bevara den ingermanländska kulturen och 1956 bildades paraplyorganisationen Sveriges ingermanländska riksförbund (SIR) i Mölndal. Utanför Sankt Mikaels kyrka i Örebro finns en minnesplatta över ingermanländare som inte fått begravas i vigd jord. Utanför Haparanda kyrka finns en minnessten till minne av att Sverige gav ingermanländare en fristad. Författaren Eino Hanski skrev flera böcker om Ingermanland.

## Kända personer från Ingermanland
- Robert Jäppinen, konstnär
- Juho Suni, konstnär
- Viktor Henrik Schvindt
- Wilhelm Bolin, filosof
- Extern länk: Lista över bemärkta ingermanländare